# 下小代站

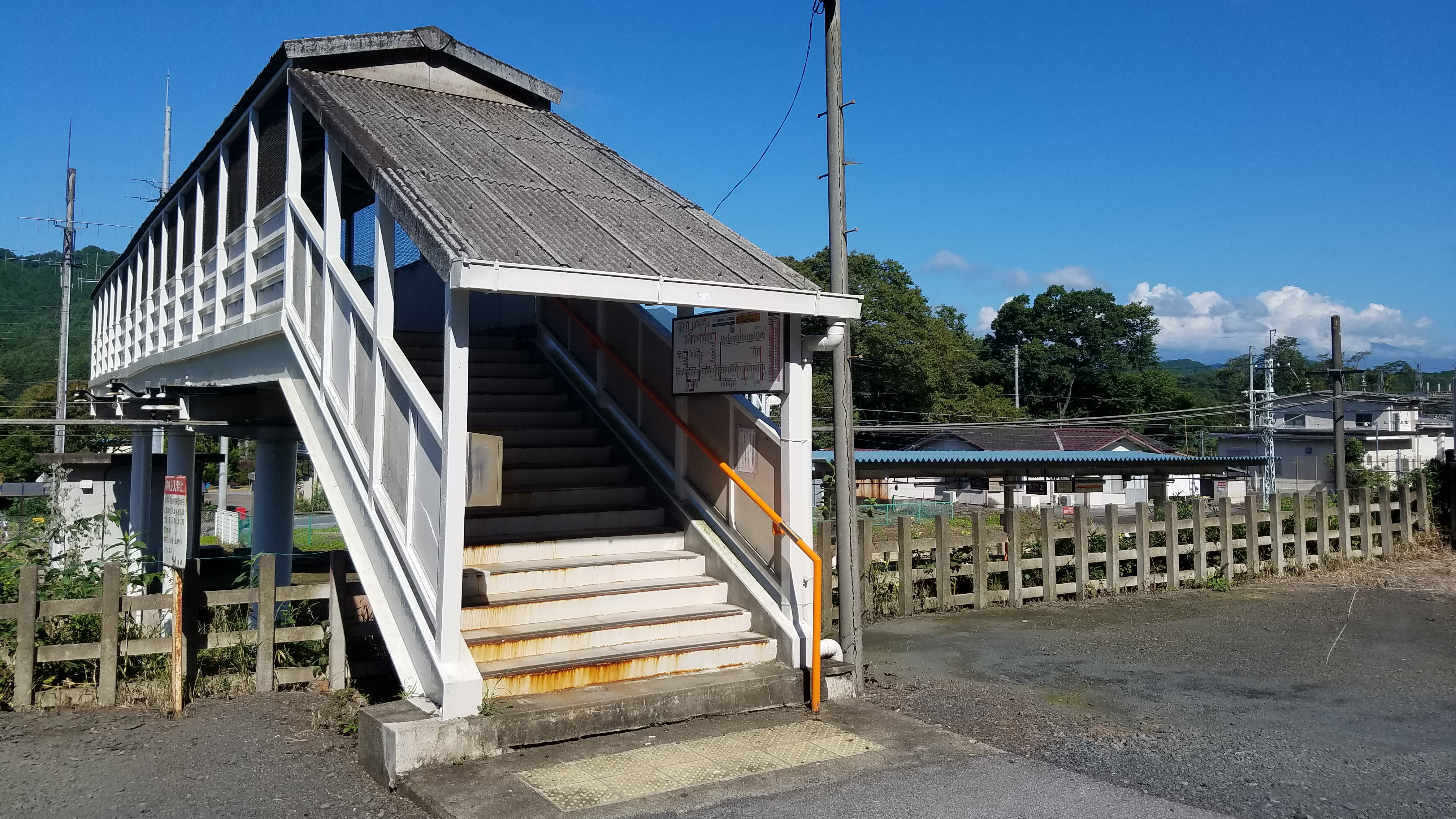
2號線側出入口（2021年8月）

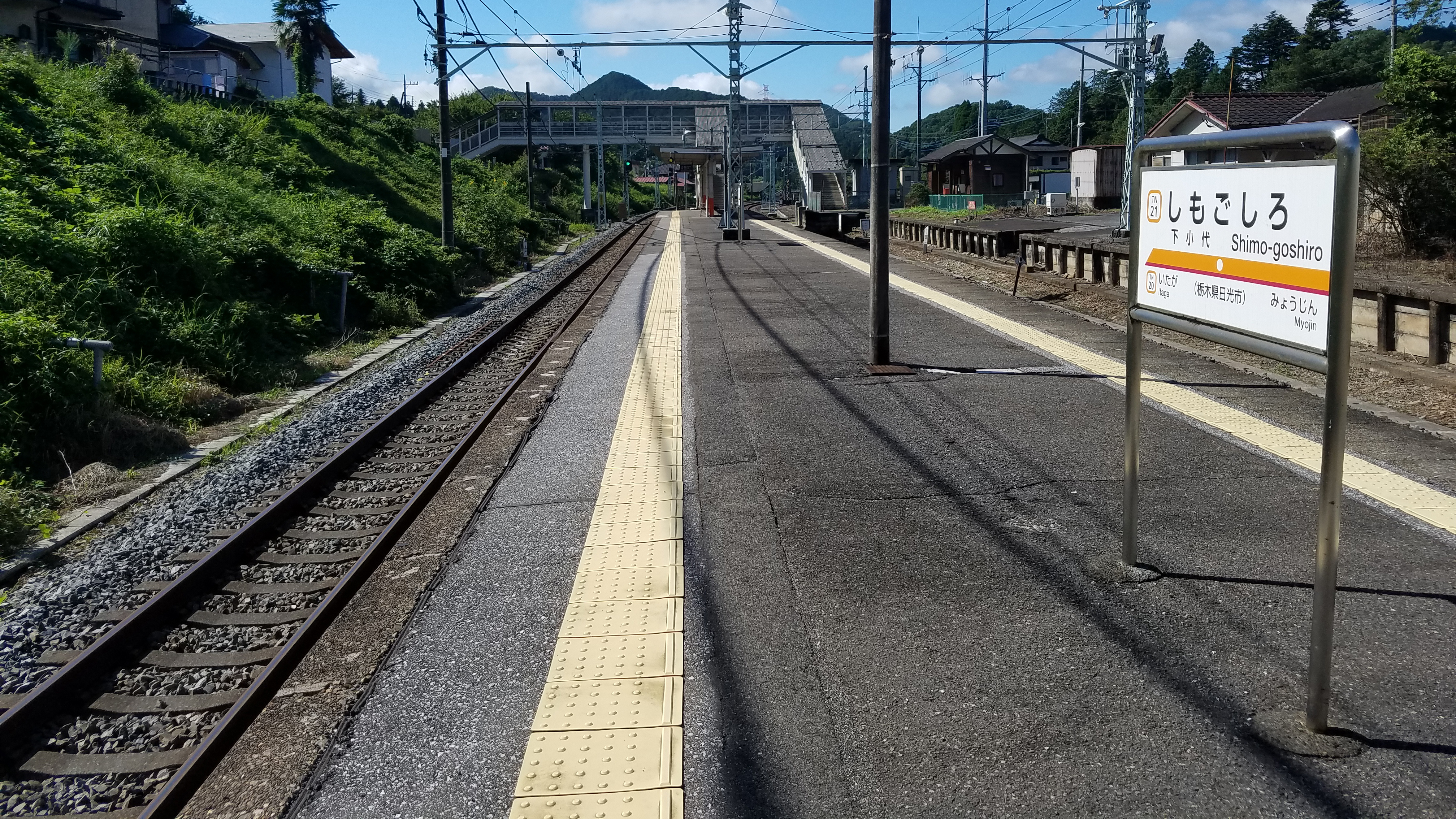
月台（2021年8月）

下小代站（日语：／ Shimo-Goshiro eki */?）是日本栃木縣日光市小代的東武鐵道日光線車站。車站編號TN 21。

## 歷史
- 1929年（昭和4年）[7月7日 - 開業。
- 1973年（昭和48年）9月1日 - 車站無人化，開始簡易委託。
- 2007年（平成19年） - 舊站房舎移設，新站房完成。
- 2015年（平成27年）9月10日 - 颱風18號的豪雨造成土石侵入本站站區。[1]

## 車站構造
本站是島式月台1面2線地面車站。以前是有通過線的1面4線形態。站內設有PASMO感應機。站房在線路西側，有天橋連通月台。
1929年開業以來的木造站房因老化決定重建。之後在地方居民請求下，舊站房順利保存於站前。2009年3月成為國家登錄有形文化財。
廁所設於站房內部。

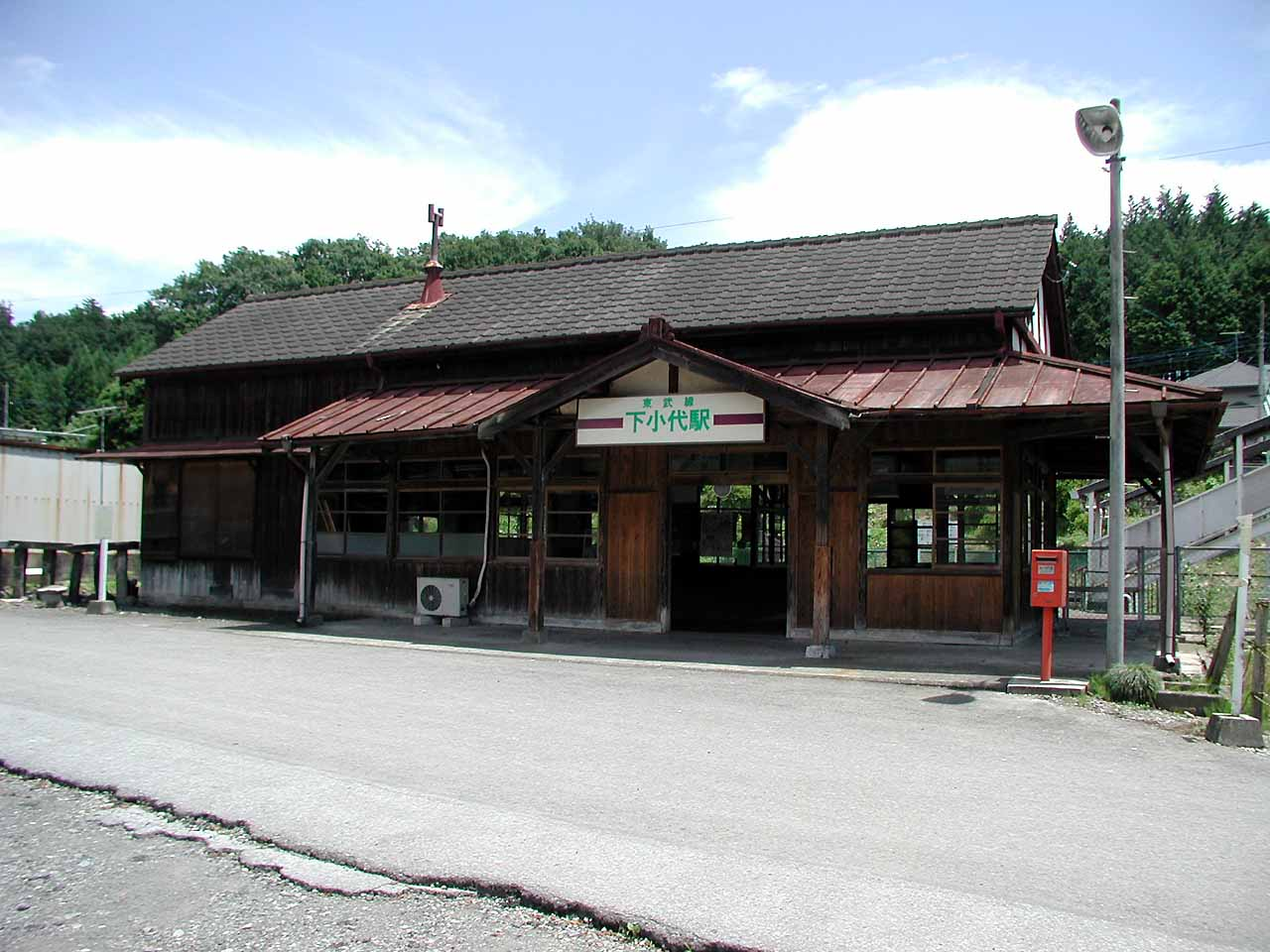
舊站房（2000年）

### 月台配置
| 月台 | 路線   | 方向 | 目的地                                                           |
| ---- | ------ | ---- | ---------------------------------------------------------------- |
| 1    | 日光線 | 下行 | 下今市、東武日光、 鬼怒川線 鬼怒川溫泉方向                       |
| 2    | 日光線 | 上行 | 新栃木、東武動物公園、 東武晴空塔線 北千住、東京晴空塔、淺草方向 |

- 上述路線名使用旅客資訊上的名稱（「東武晴空塔線」為愛稱）。

## 使用情況
2018年度1日平均上下車人次為193人。
近年1日平均上下車、上車人次變化如下表。
| 年度               | 1日平均上下車人次 |
| ------------------ | ----------------- |
| 2000年（平成12年） | 253               |
| 2001年（平成13年） | 255               |
| 2002年（平成14年） | 220               |
| 2003年（平成15年） | 198               |
| 2004年（平成16年） | 182               |
| 2005年（平成17年） | 175               |
| 2006年（平成18年） | 183               |
| 2007年（平成19年） | 174               |
| 2008年（平成20年） | 210               |
| 2009年（平成21年） | 198               |
| 2010年（平成22年） | 220               |
| 2011年（平成23年） | 215               |
| 2012年（平成24年） | 241               |
| 2013年（平成25年） | 250               |
| 2014年（平成26年） | 227               |
| 2015年（平成27年） | 239               |
| 2016年（平成28年） | 227               |
| 2017年（平成29年） | 200               |
| 2018年（平成30年） | 193               |

## 車站周邊
站前道路連通栃木縣道70號宇都宮今市線。有小代行川庵（今市市名譽市民第1號、前三菱銀行頭取加藤武男宅邸改建的蕎麥麵店）等蕎麥麵店聚集的「蕎麥街道」日光杉並木街道（國道121號、日光例幣使街道）也在步行圈內。
板荷站 - 本站間的土堤是東武日光線的知名攝影地。
- 日光市立落合中學校
- 日光市役所落合支所、落合公民館
- 行川
- 下小代變電所

## 巴士路線
「下小代站入口」巴士站可搭乘日光市營巴士的落合、豬倉地區彈性巴士。

## 相鄰車站
東武鐵道
 日光線
■急行
通過
■區間急行、■普通
板荷（TN 20）－下小代（TN 21）－明神（TN 22）

## 外部連結
- 下小代（車站資訊） - 東武鐵道